# Blow the Man Down (película)
Blow the Man Down es una película de suspenso y comedia negra estadounidense de 2019, escrita y dirigida por Bridget Savage Cole y Danielle Krudy. Está protagonizada por Morgan Saylor, Sophie Lowe, Annette O'Toole, Marceline Hugot, Gayle Rankin, Will Brittain, Skipp Sudduth, Ebon Moss-Bachrach, June Squibb y Margo Martindale. Tuvo su estreno mundial en el Festival de Cine de Tribeca el 26 de abril de 2019. Fue lanzado el 20 de marzo de 2020 por Amazon Studios .

## Trama
Priscilla y Mary Beth Connolly son hermanas que viven en el pequeño pueblo pesquero de Easter Cove, Maine . Su madre, Mary Margaret, murió y las amigas de la familia Doreen Burke, Susie Gallagher y Gail Maguire ofrecen sus condolencias en su velorio. Las hermanas discuten después de que Mary Beth se entera de que su madre pidió un préstamo para el negocio familiar de pescadería en dificultades, lo que podría poner en peligro su casa. En un bar, Mary Beth bebe con un extraño llamado Gorski. Conduciéndolo a casa en su automóvil, ella está nerviosa por una pistola en la guantera y choca el automóvil cuando él le acaricia la pierna. Al inspeccionar los daños, ve sangre y las pertenencias de una mujer dentro del baúl y huye. Cuando Gorski la sigue, ella lo apuñala con un arpón y le golpea la cabeza con un ladrillo.

Mary Beth regresa a casa con Priscilla sorprendida, quien llama a la policía pero cuelga. Las hermanas usan el cuchillo de Priscilla para cortar el cadáver de Gorski y colocarlo en una nevera portátil, que arrojan al océano. Al día siguiente, Priscilla no puede encontrar el cuchillo, con la inscripción 'Connolly Fish', y Mary Beth busca en la choza de Gorski, pero en su lugar encuentra $ 50,000 en efectivo.
El oficial de policía local Justin Brennan toma prestado el bote de Connolly para recoger un cuerpo arrojado a la orilla, que no es Gorski sino una prostituta llamada Dee, a quien dispararon. Doreen, Susie y Gail confrontan a la empleadora de Dee, Enid Devlin, una vieja amiga de Mary Margaret que dirige el 'Oceanview', el burdel de la ciudad. Al negarse a abandonar su negocio, Enid busca a Gorski, que trabajaba para ella, y encuentra el cuchillo ensangrentado de Priscilla.
Doreen, Susie y Gail contactan a Alexis, una de las chicas de Enid que era cercana a Dee. Enid es interrogada por Brennan y el oficial Coletti, que conoce a Enid desde hace años y advierte a su compañero más joven, pero Brennan no está convencido. Las sospechas de Enid sobre el cuchillo se confirman cuando se da cuenta de que Mary Beth gasta el dinero y las botas ensangrentadas de Priscilla, y les dice a las hermanas que siempre pueden acudir a ella en busca de ayuda.
Priscilla y Mary Beth visitan a Doreen, quien revela que hace años ella, Susie, Gail y Mary Margaret tomaron una decisión: para proteger a sus propias hijas de los hombres que pasaban por el puerto local, permitieron que Enid operara Oceanview como un burdel. Mary Beth le muestra el dinero a Priscilla, y Brennan y Coletti encuentran el auto de Gorski con el arma y evidencia ensangrentada adentro.
Enid chantajea a las hermanas Connolly para que le devuelvan el dinero a cambio del cuchillo. Las hermanas deciden ir a la policía, pero después de que Brennan, que se siente atraída por Priscilla, se une a ellas inesperadamente para cenar y les pregunta sobre la llamada a la policía la noche del asesinato, cambian de opinión acerca de confesar. Alexis, sabiendo que Enid le debía dinero a Dee, le dice a Susie que cree que Enid hizo matar a Dee. Brennan se entera de que Mary Beth fue vista con Gorski la noche que desapareció y se da cuenta de que Priscilla le mintió.

Doreen ve la hielera de los Connolly, que ha flotado hasta la orilla. Con información de Gail, Susie y Doreen, Coletti se prepara para cerrar Oceanview. Él y Brennan ven a las hermanas Connolly caminando por la calle, pero Brennan ha cambiado de opinión sobre Priscilla. Ella y Mary Beth pasan junto a Gail, Doreen y Susie, que cantan " Blow the Man Down " mientras se deshacen del cuerpo de Gorski; las hermanas se dan cuenta de que Susie está lavando el refrigerador incriminatorio y ella les sonríe.

## Elenco
- Morgan Saylor como Mary Beth Connolly
- Sophie Lowe como Priscilla Connolly
- Annette O'Toole como Gail Maguire
- Marceline Hugot como Doreen Burke
- Gayle Rankin como Alexis
- Will Brittain como el oficial Justin Brennan
- Skipp Sudduth como oficial Coletti
- Ebon Moss-Bachrach como Gorski
- June Squibb como Susie Gallagher
- Margo Martindale como Enid Nora Devlin

## Producción
El rodaje comenzó en febrero de 2018 en Harpswell, Maine . El nombre de la ciudad en la película se cambia a Easter Cove, Maine.

## Liberar
Tuvo su estreno mundial en el Festival de Cine de Tribeca el 26 de abril de 2019. Poco después, Amazon Studios adquirió los derechos de distribución de la película. También se proyectó en el Festival Internacional de Cine de Toronto el 12 de septiembre de 2019. Fue lanzado exclusivamente en Amazon Prime Video el 20 de marzo de 2020.

## Recepción de la crítica
Blow the Man Down recibió críticas positivas de los críticos de cine. Tiene a 98% en el sitio web del agregador de reseñas Rotten Tomatoes, basado en 120 reseñas, con un promedio de 7.6/10 . El consenso crítico del sitio dice: "Inteligente, divertido y original, Blow the Man Down es un viaje increíble que no debe perderse".  En Metacritic, la película tiene una calificación de 72 sobre 100, basada en 20 críticos, lo que indica "críticas generalmente favorables".

### Elogios
| Año  | Otorgar                                                                | Categoría                                           | Destinatarios                                                                                            | Resultado | Árbitro. |
| ---- | ---------------------------------------------------------------------- | --------------------------------------------------- | --- | --------- | -------- |
| 2019 | Festival de Cine de Filadelfia                                         | Mejor largometraje narrativo                        | rowspan="" style="background-color:#Nominated;color:black; text-align:center; vertical-align:middle;" \| | [ 8 ]     |          |
| 2019 | Festival de Cine de Filadelfia                                         | Mejor ópera prima                                   | rowspan="" style="background-color:#Nominated;color:black; text-align:center; vertical-align:middle;" \| | [ 8 ]     |          |
| 2019 | Festival de Cine de Tribeca                                            | Mejor guion                                         | rowspan="" style="background-color:#Won;color:black; text-align:center; vertical-align:middle;" \|       | [ 9 ]     |          |
| 2019 | Festival de Cine de Tribeca                                            | Mejor largometraje narrativo                        | rowspan="" style="background-color:#Nominated;color:black; text-align:center; vertical-align:middle;" \| | [ 9 ]     |          |
| 2020 | Premio de mitad de temporada de la Asociación de Críticos de Hollywood | Mejor imagen                                        | rowspan="" style="background-color:#Nominated;color:black; text-align:center; vertical-align:middle;" \| | [ 10 ]    |          |
| 2020 | Premio de mitad de temporada de la Asociación de Críticos de Hollywood | Mejor película independiente                        | rowspan="" style="background-color:#Nominated;color:black; text-align:center; vertical-align:middle;" \| | [ 10 ]    |          |
| 2020 | Festival Internacional de Cine de Palm Springs                         | Gran Premio del Jurado Nuevas Voces/Nuevas Visiones | rowspan="" style="background-color:#Nominated;color:black; text-align:center; vertical-align:middle;" \| | [ 11 ]    |          |
| 2020 | Premios Espíritu Independiente                                         | Mejor primer guion                                  | rowspan="" style="background-color:#Nominated;color:black; text-align:center; vertical-align:middle;" \| | [ 12 ]    |          |
| 2020 | Festival de Cine de Glasgow                                            | Premio del Público                                  | rowspan="" style="background-color:#Nominated;color:black; text-align:center; vertical-align:middle;" \| | [ 13 ]    |          |
| 2021 | Premios Tomate de Oro                                                  | Thriller mejor reseñado de 2020                     | rowspan="" style="background-color:#Won;color:black; text-align:center; vertical-align:middle;" \|       | [ 14 ]    |          |
| 2021 | Premio Clotrudis                                                       | Mejor interpretación de un elenco                   | rowspan="" style="background-color:#Nominated;color:black; text-align:center; vertical-align:middle;" \| | [ 15 ]    |          |